# مصرف المنصور للاستثمار
 مصرف المنصور للاستثمار مصرف عراقي خاص أُسس عام 2006،  يبلغ رأس المال للمصرف 250 مليار دينار.